# Чемпіонат світу з біатлону 2008
44-й чемпіонат світу з біатлону проходив у Естерсунді, Швеція, з 9 лютого по 13 лютого 2009 року.
До програми чемпіонату входило 11 змагань із окремих дисциплін: спринту, переслідування, індивідуальної гонки, мас-старту та естафет — жіночої, чоловічої і змішаної. Результати всіх гонок враховувалися в залік Кубка світу з біатлону 2007-08.

## Розклад
У таблиці наведено розклад змагань. Час подано за CET.

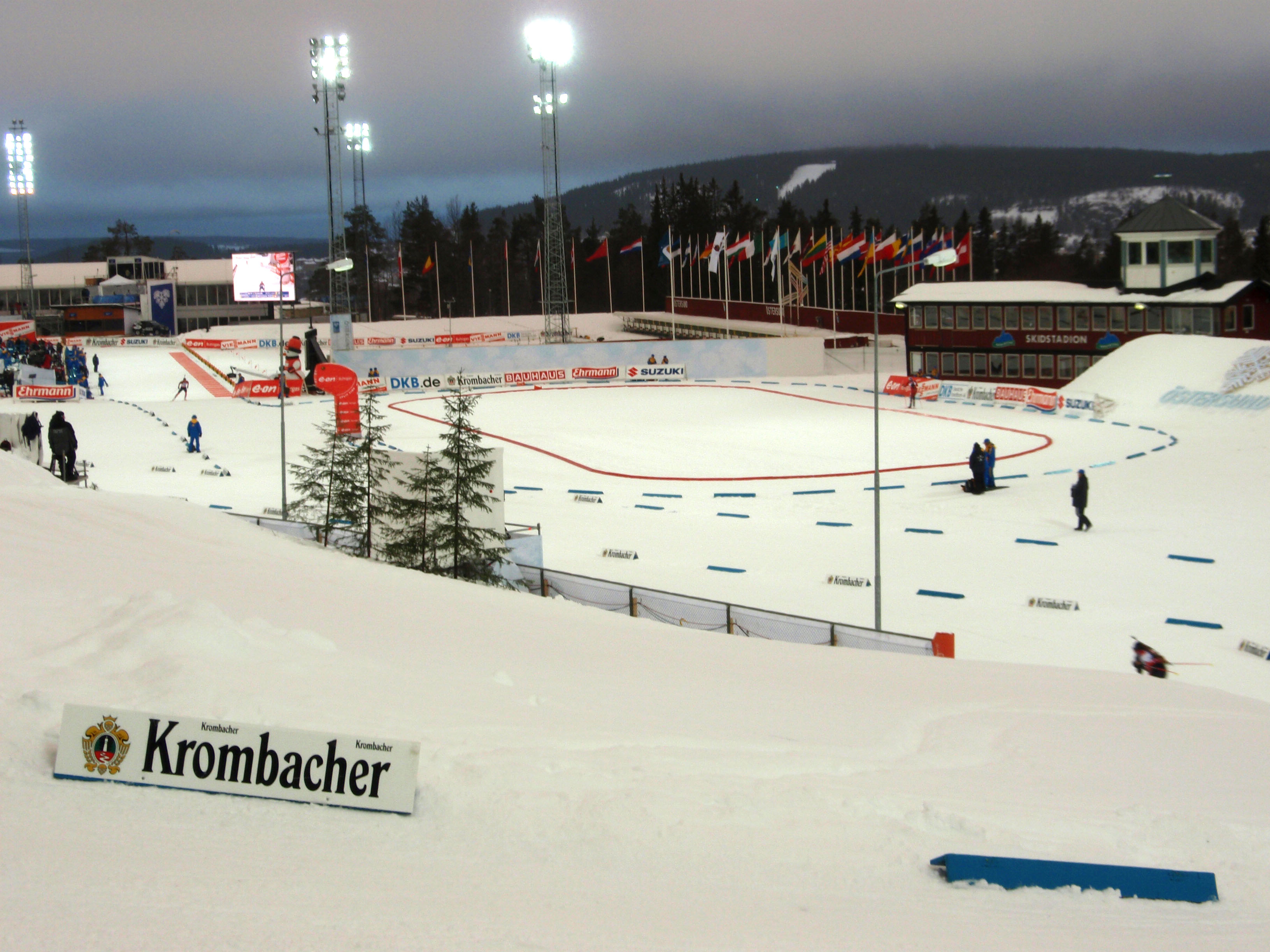
Стадіон в Естерсунді де проходив чемпіонат світу

| Дата      | Час           | Чоловіки         | Жінки            |
| --------- | ------------- | ---------------- | ---------------- |
| 9 лютого  | 14:15 / 11:00 | спринт           | спринт           |
| 10 лютого | 14:15 / 12:00 | персьют          | персьют          |
| 12 лютого | 14:15         | змішана естафета | змішана естафета |
| 14 лютого | 17:15/14:05   | індивідуальна    | індивідуальна    |
| 16 лютого | 12:00/15:00   | естафета         | мас-старт        |
| 17 лютого | 12:00/14:30   | мас-старт        | естафета         |

## Медалісти та призери

### Чоловіки
| Дисципліна                 | Золото                                                         | Золото            | Срібло                                                                             | Срібло             | Бронза                                                                  | Бронза            |
| Індивідуальна гонка, 20 км | Еміль Хегле Свендсен Норвегія                                  | 51:51.9 (0+1+0+0) | Уле-Ейнар Б'єрндален Норвегія                                                      | 52:23.3 (1+1+0+0)  | Максим Максимов Росія                                                   | 52:26.7 (0+0+0+0) |
| Спринт 10 км               | Максим Чудов Росія                                             | 22:25.4 (0+0)     | Халвар Ханевольд Норвегія                                                          | 22:45.2 (0+0)      | Уле-Ейнар Б'єрндален Норвегія                                           | 22:55.4 (0+2)     |
| Персьют 12,5 км            | Уле-Ейнар Б'єрндален Норвегія                                  | 31:04.5 (0+1+1+0) | Максим Чудов Росія                                                                 | 31:14.16 (2+0+2+0) | Александер Вольф Німеччина                                              | 31:47.3 (0+0+1+0) |
| Мас-старт 15 км            | Еміль Хегле Свендсен Норвегія                                  | 36:12.6 (1+0+0+0) | Уле-Ейнар Б'єрндален Норвегія                                                      | 36:13.0 (0+0+1+0)  | Максим Чудов Росія                                                      | 36:37.5 (0+1+2+0) |
| Естафета 4 x 7,5 км        | Росія Іван Черезов Микола Круглов Дмитро Ярошенко Максим Чудов | 1:21:00.7         | Норвегія Еміль Хегле Свендсен Руне Братсвеен Халвар Ханевольд Уле-Ейнар Б'єрндален | 1:21:49.9          | Німеччина Міхаель Рьош Александер Вольф Андреас Бірнбахер Міхаель Грайс | 1:22:43.2         |

### Жінки
| Дисципліна          | Золото                                                               | Золото            | Срібло                                                                 | Срібло            | Бронза                                                           | Бронза            |
| Індивідуальна 15 км | Катерина Юр'єва Росія                                                | 44:23.8 (0+0+0+0) | Мартіна Бек Німеччина                                                  | 45:37.1 (1+0+0+0) | Оксана Хвостенко Україна                                         | 46:48.2 (0+0+1+0) |
| Спринт 7,5 км       | Андреа Хенкель Німеччина                                             | 19:43.1 (0+0)     | Альбіна Ахатова Росія                                                  | 19:55.8 (0+0)     | Оксана Хвостенко Україна                                         | 20:06.3 (0+0)     |
| Персьют 10 км       | Андреа Хенкель Німеччина                                             | 28:56.0 (0+0+0+0) | Катерина Юр'єва Росія                                                  | 29:16.5 (0+0+0+0) | Альбіна Ахатова Росія                                            | 29:34.5 (0+0+0+0) |
| Мас-старт 12,5 км   | Маґдалена Нойнер Німеччина                                           | 39:36.5 (0+0+2+2) | Тура Бергер Норвегія                                                   | 39:39.5 (1+0+0+0) | Катерина Юр'єва Росія                                            | 40:06.0 (1+0+1+0) |
| Естафета 4 x 6 км   | Німеччина Мартіна Бек Андреа Генкель Маґдалена Нойнер Каті Вільгельм | 1:10:12.6         | Україна Оксана Яковлєва Віта Семеренко Валя Семеренко Оксана Хвостенко | 1:10:43.5         | Франція Дельфін Перетто Марі Лор Брюне Сільві Бекар Сандрін Байї | 1:11:48.3         |

### Змішана естафета
| Дисципліна                             | Золото                                                            | Золото    | Срібло                                                          | Срібло    | Бронза                                                             | Бронза    |
| Змішана естафета 2 x 6 км + 2 x 7,5 км | Сабріна Бухгольц Маґдалена Нойнер Андреас Бірнбахер Міхаель Грайс | 1:12:20.5 | Людмила Калінчік Дарія Домрачова Рустам Валіулін Сергій Новіков | 1:13:13.1 | Світлана Слєпцова Оксана Неупокоєва Микола Круглов Дмитро Ярошенко | 1:13:23.4 |

## Таблиця медалей
| Місце  | Країна    | Золото | Срібло | Бронза | Загалом |
| ------ | --------- | ------ | ------ | ------ | ------- |
| 1      | Німеччина | 5      | 1      | 2      | 8       |
| 2      | Норвегія  | 3      | 5      | 1      | 9       |
| 3      | Росія     | 3      | 3      | 5      | 11      |
| 4      | Україна   | 0      | 1      | 2      | 3       |
| 5      | Білорусь  | 0      | 1      | 0      | 1       |
| 6      | Франція   | 0      | 0      | 1      | 1       |
| Всього | Всього    | 11     | 11     | 11     | 33      |